# Carl Sundberg (politiker)
Carl Gustaf Sundberg (i riksdagen kallad Sundberg i Överum), född 7 september 1884 i Mariestads församling, Skaraborgs län, död 13 september 1954 i Överums församling, Kalmar län, var en svensk bruksdisponent och politiker (högerpartiet).
Sundberg var riksdagsledamot i första kammaren från 1938. Denne blev disponent vid Överums Bruk AB från och med 1920. Det var den nye ägaren, Ivar Kreugers Svenska Tändsticks AB, som tillsatte Carl Sundberg. När Åtvidabergs förenade Industrier förvärvade Överums Bruk, år 1943, sjönk sakteligen denne industridisponent från sin ställning som patriark och kommunfullmäktigeordförande i Överum.